# SportQube

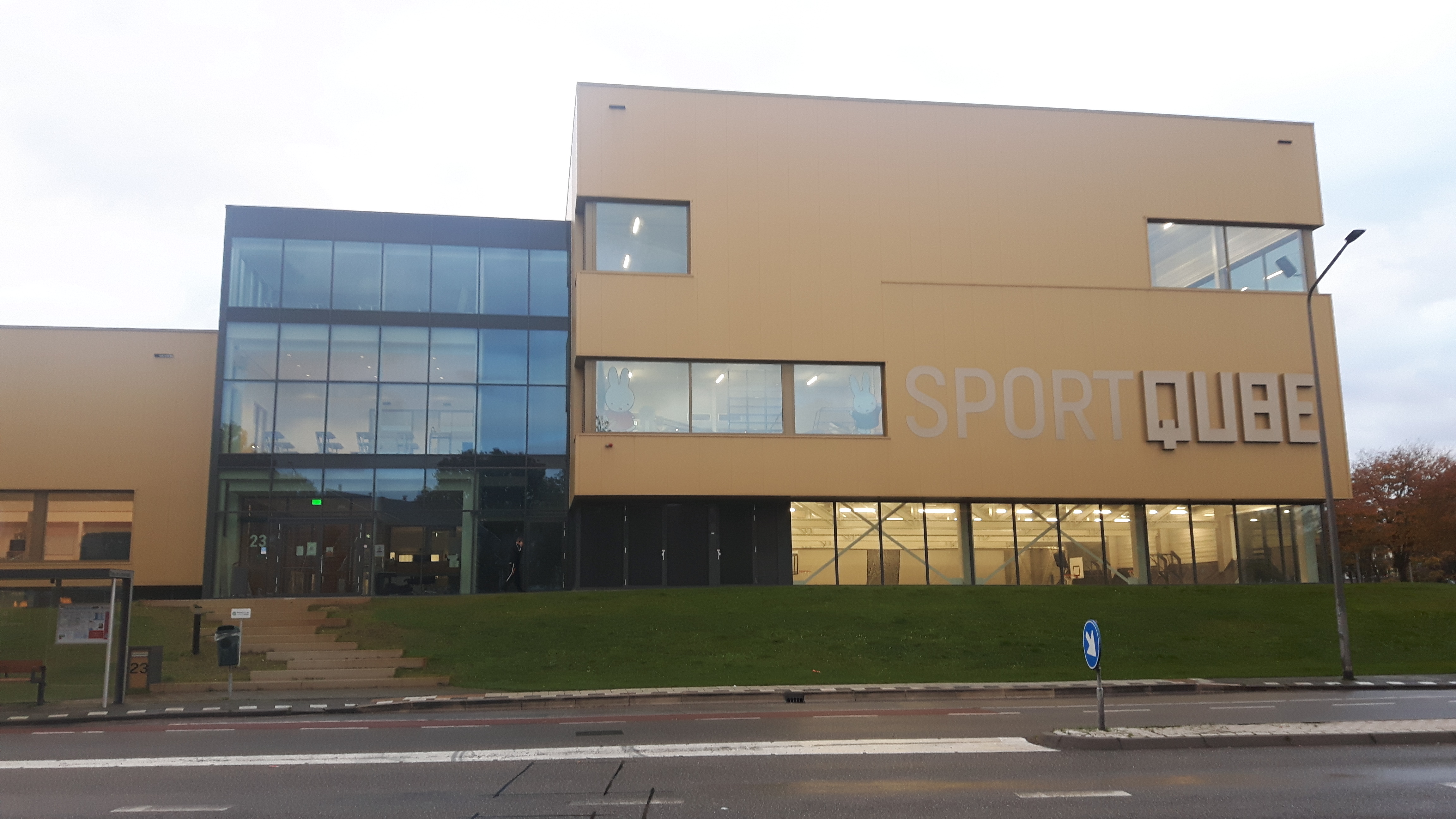
SportQube Nijmegen

De SportQube is een sporthal aan de Nijmeegse Rosa de Limastraat. De hal werd geopend in oktober 2018 en herbergt de regionale trainingscentra van de sporten turnen, judo en rugby. De topsporthal was een initiatief van turnclub GTV De Hazenkamp en Top Judo Nijmegen, maar ook diverse amateursportverenigingen hebben zich aangemeld.